# Мистра
Мистра́с (греч. Μυστράς) — село в Греции, на Пелопоннесе, близ современного города Спарта. Расположено на высоте 310 м над уровнем моря, у подножья горы Профитис-Илиас (2407 м) в массиве Тайгет. Исторический центр общины Спарта в периферийной единице Лакония в периферии Пелопоннес. Население 448 человек по переписи 2011 года.
Средневековый город Мистра́ (Μυζηθρᾶς в Морейской хронике) — один из важнейших культурных и политических центров поздней Византии и центр Морейского деспотата.

## История

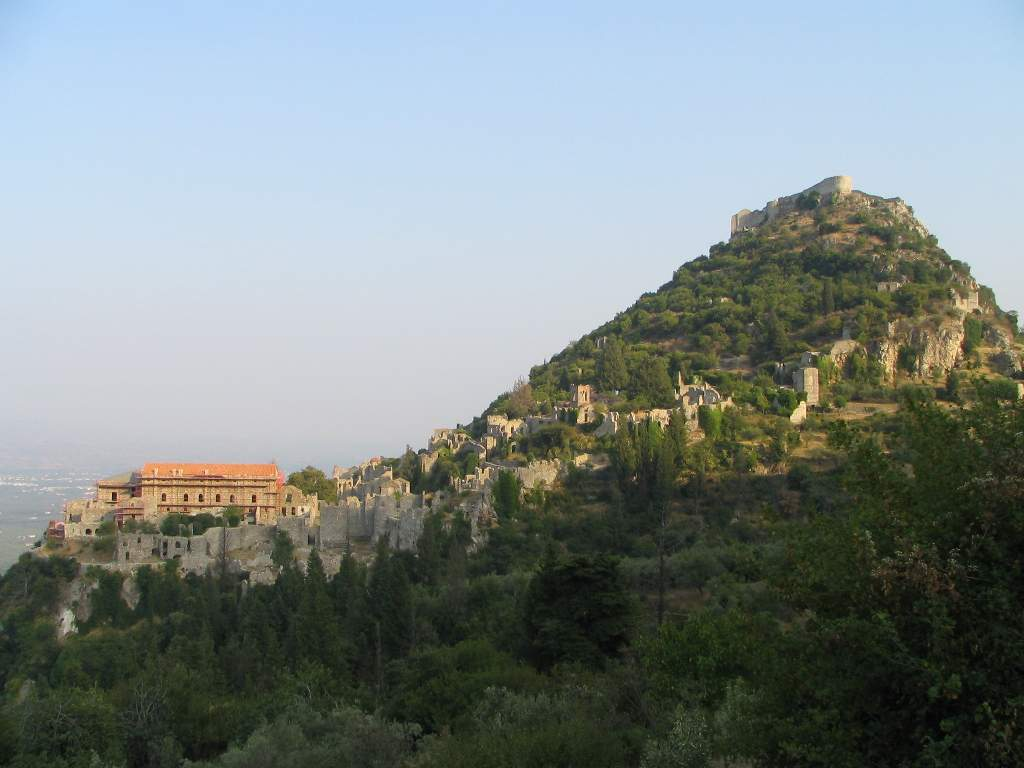
Мистра

В конце 1248 года Гильом II де Виллардуэн, правитель Ахейского княжества, захватил Монемвасию, последний оставшийся греческий форпост на Морее. Тем самым он распространил свою власть на всю Лаконию и завершив завоевание Мореи, начавшееся в 1205 году, после Четвёртого крестового похода. Лакония была включена в состав княжеских владений, и молодой князь провел там зиму 1248—1249 годов. Во избежание набегов непокорных греков и славян, он приказал построить на холме на отроге горы Тайгета, в 6 километрах к западу от своей первоначальной резиденции в Лакедемоне, тогдашнее название Спарты, крепость, которая стала ныне известна как Мистра. Возведённая крепость позволяла контролировать ущелье, соединяющее Лаконию с Мессенией.

### Византийское правление

#### Правление кефалов и эпитропов

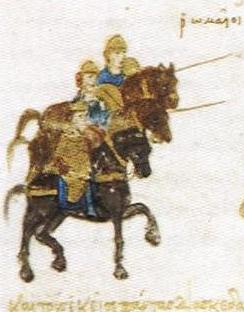
Византийские всадники

В 1259 году после поражения латинян при Пелагонии Гийом II де Виллардуэн был пленён войском Михаила VIII Палеолога. После трёхлетнего заключения в Константинополе, он был освобождён в обмен на передачу Византии крепостей Монемвасия, Мистра и Майна. Эта передача была осуществлена в 1262 году, и с тех пор Мистра стала резиденцией правителя византийских территорий в Морее. Первоначально губернатор (кефал) менялся каждый год, но после 1308 года они стали назначаться на более длительные сроки. Почти сразу по возвращении Гильома домой папа Урбан IV освободил его от клятвы, в которой были оговорены условия освобождения. Тогда Гильом вновь появился в Пелопоннесе с войском и предпринял попытку вернуть себе бывшие владения. Такие намерения привели к войне с Византией. Михаил VIII послал войско в Пелопоннес. Хотя первые попытки византийцев подчинить себе Ахейское княжество были отбиты в битвах при Принице и Макри-плаги, византийцы прочно обосновались в Лаконии. Мистра стала опорным пунктом византийцев в войнах против Ахейского княжества. Война стала повсеместной, и византийцы медленно оттесняли франков. Небезопасность, порождённая военными действиями, заставила жителей окрестных поселений подняться на гору и поселиться в новом городе, построенном под защитой крепости.
Первая застройка, ввиду бурных темпов строительства, носила хаотический характер. Улицы зачастую образовывались на основе существовавших горных тропинок. Крепость (цитадель) становится резиденцией императорского наместника, здесь же размещается гарнизон. Бывшие франкские укрепления были расширены. Вокруг поселения возводится крепостная стена, внутрь вело двое ворот: монемвасийские и нафплионские. Дорога, которая соединяла эти ворота, делила город на две части. В одной сосредоточились дома знатных жителей, в другой — менее обеспеченных. Впоследствии, в XIII—XIV веках, была построена ещё одна оборонительная линия, разделившая ещё более разросшийся город на «верхний» и «нижний», занимающий две нижние трети холма.
Большое значение как военный и политический центр Мистра приобрела в период с 1316 по 1321, при назначении деспотом Мореи Андроника Асеня, сына изгнанного болгарского царя Иоанна III и Ирины, дочери Михаила VIII. Воспользовавшись внутренними смутами в Ахейском княжестве, он начал систематическое отвоевывание Пелопоннеса у франков. Большая часть территорий Пелопоннеса оказалась под властью правителей Мистры.

#### Правление Кантакузинов

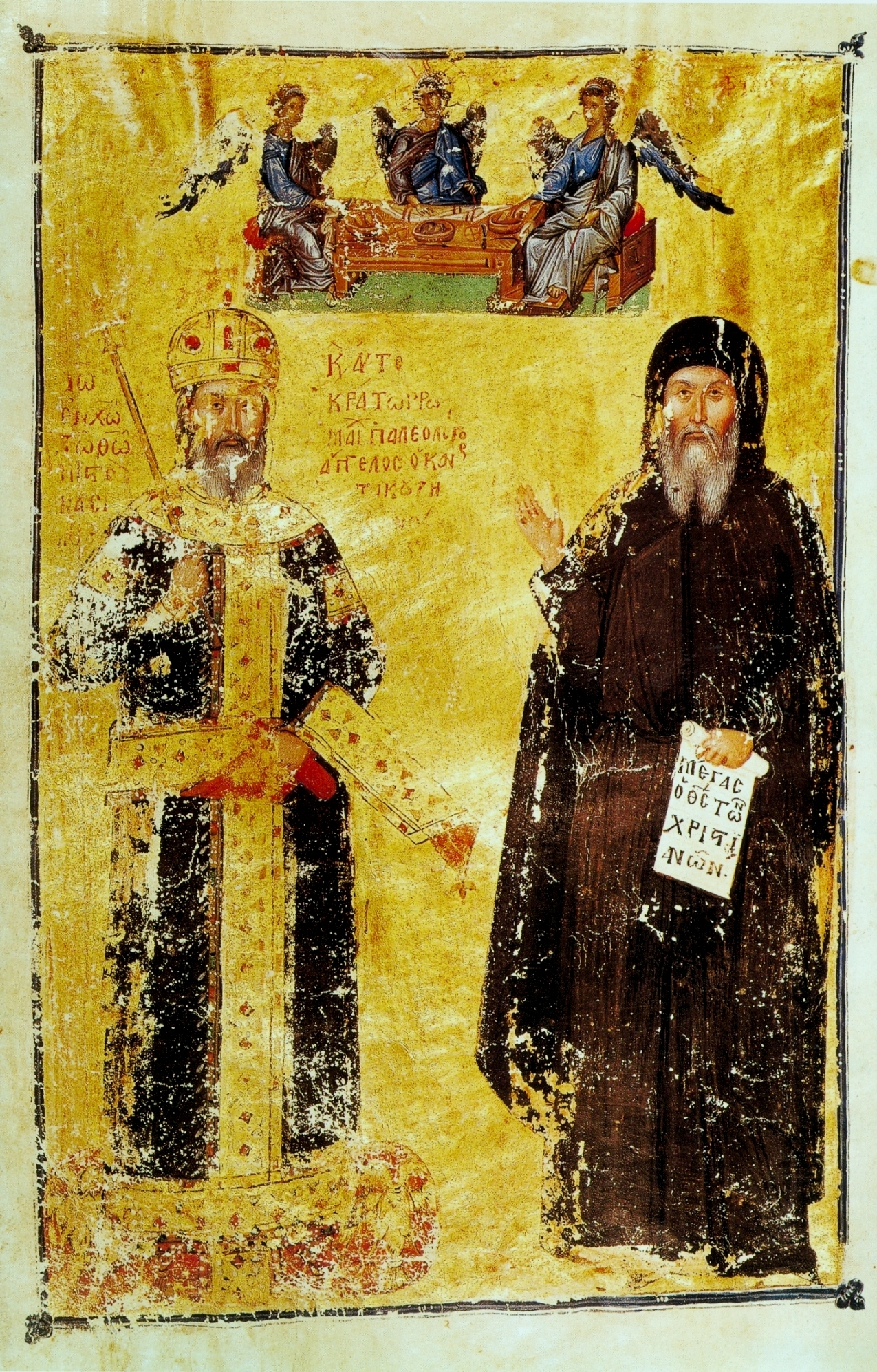
Иоанн Кантакузин в виде императора и монаха.

В 1321 году Андроник Асень был отозван в столицу, и, очевидно, в это же время император Андроник II Палеолог, назначил правителем Мистры великого доместика Иоанна Кантакузина — будущего императора Иоанна VI. Но Иоанн отказался от этой должности и правителем Мореи стал некий Андрей, о правлении котором ничего неизвестно.
После восшествия в результате очередной гражданской войны в Византии Иоанна Кантакузина на императорский престол, в 1347 году, правителем византийской Мореи был назначен его сын, Мануил. Несмотря на юный возраст (26 лет), Мануил положил конец междоусобной вражде местных архонтов, смог поддерживать мирные отношения с Ахейским княжеством и даже пытался построить свой флот для охраны побережья Пелопоннеса от турецких пиратов. После смерти Мануила (10 апреля 1380 г.) городом до 1383 года правил его старший брат Матфей. Сам Иоанн Кантакузин, будучи низложен и пострижен в монахи, закончил свои дни в Мистре. Здесь же он и был похоронен 15 июня 1383 г.

#### Правление Палеологов

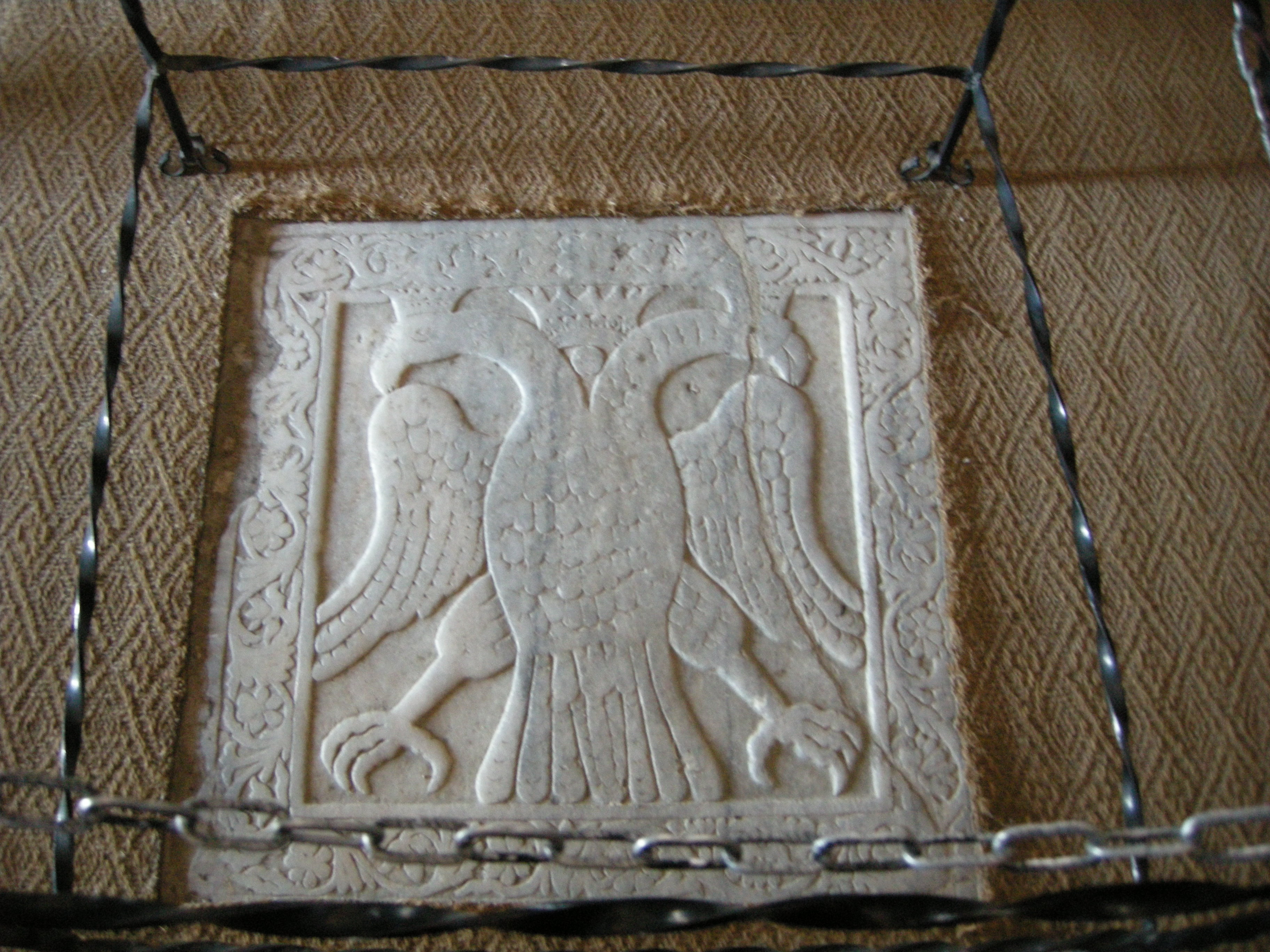
Герб династии Палеологов в музее Мистры.

В 1382 году, ещё при жизни Иоанна Кантакузина и даже по его предложению, правителем Мистры был назначен Феодор (Феодор I) из династии Палеологов, четвёртый сын императора Иоанна V. Его правление было отмечено многочисленными вооружёнными конфликтами с соседями: Ахейским княжеством, Венецианской республикой, Османской империей, Афинским герцогством и графством Кефалонии и Закинфа. В частности, в результате войны с графом Кефалонии и Закинфа Карлом I Токко Феодор Палеолог захватил Коринф вместе с Коринфским перешейком.
После смерти Феодора (в начале 1407 г.) правителем Мистры стал его племянник, сын императора Мануила II, тоже Феодор (Феодор II). Завершающий период византийского правления в истории Мистры был ознаменован междоусобицами между наследниками императора Иоанна VIII.
В 1449 году в Мистре был коронован последний византийский император Константин XI, погибший в 1453 году при защите стен Константинополя во время последней осады, закончившейся падением империи.
Время, когда Мистра была сосредоточением Пелопонесской истории, можно назвать золотым веком города; согласно Оксфордскому словарю Византии, Мистра «стала свидетелем замечательного культурного возрождения, включая учение Плифона […], и привлекла художников и архитекторов высочайшего качества».

### В составе Османской империи
В 1446 году османский султан Мурад II уничтожил византийские укрепления на Коринфском перешейке. Его преемник, Мехмед II, спустя 7 лет после захвата Константинополя, 30 мая 1460 года, занял Мистру.

### Под властью Венецианской республики

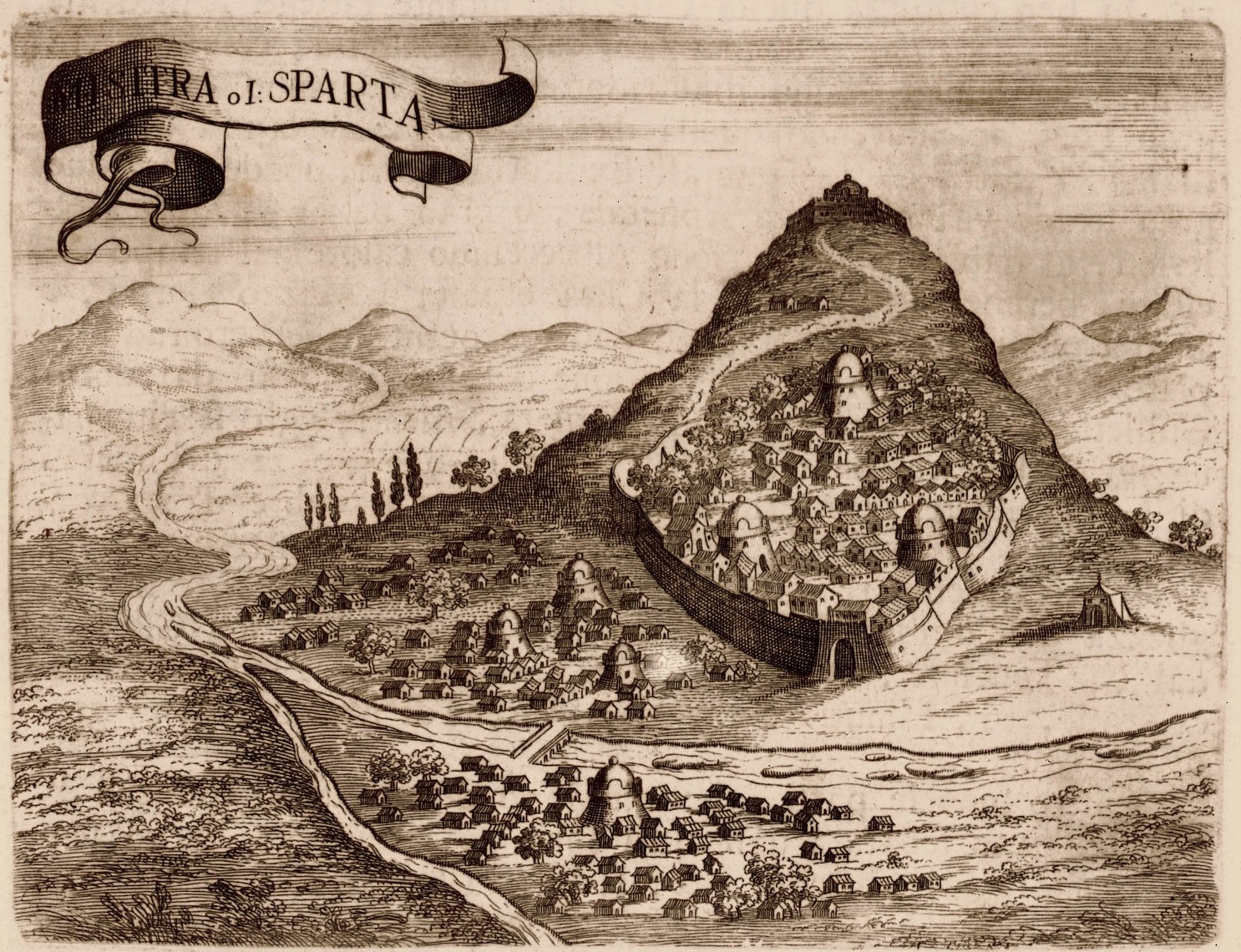
Мистра в 1686 году

Венецианская республика избегала конфликта с турками, предпочитая торговать с ними. Так, ещё в 1355 году она заключила договор о защите Византии от любых врагов, исключая «Морат бея и его турок». В течение последующих 300 лет между Венецией и Османской империей периодически возникали конфликты, в ходе которых Венеция постепенно теряла своё влияние в Средиземноморье.
В 1684 году римским папой Иннокентием XI в целях борьбы с Османской империей была основана «Священная лига», состоящая из Священной Римской империи, Венецианской республики и Речи Посполитой. Позднее в 1686 году к лиге присоединилось Русское царство.
В 1687 году Мистра, вместе со значительной частью Пелопоннеса, была завоёвана армией, состоящей из венецианцев и германских наёмников под предводительством Франческо Морозини. На тот момент население города насчитывает около 40 000 человек. Новые хозяева Пелопоннеса поощряли развитие сельского хозяйства и местной промышленности. Тем не менее они препятствовали развитию в отраслях, которые могли бы конкурировать с итальянским производством. Это особенно сказалось на Мистре, чьё благосостояние в значительной степени было связано с шёлковой промышленностью.

### Возвращение турецкой власти
В 1715 году турки вновь захватили Пелопоннес. На этот момент в городе проживало уже всего около 16 000 человек. К началу греческой войны за независимость Мистра находилась в полном упадке.

### Экспедиция графа Орлова

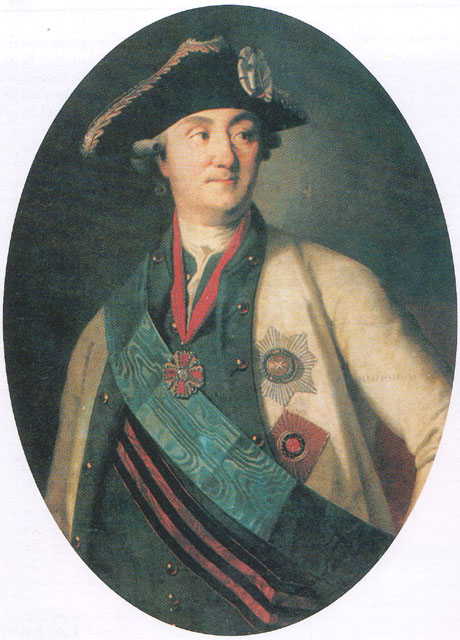
Граф Алексей Орлов (портрет работы К. Л. Христинека)

В 1768 году Османская империя вступила в войну против Российской империи. В начале 1770 русский флот под руководством графа Алексея Орлова, вышедший из Балтийского моря, пересёк пролив Гибралтар и в феврале 1770 года достиг берегов полуострова Пелопоннес.
17 февраля в бухте Итилона (Виттуло) был высажен десант. Целью десанта было занятие турецких укреплённых пунктов в Морее (Пелопоннесе) и поддержка греческих повстанцев — маниотов. Командовал десантом капитан Барков.
27 февраля отряд Баркова совместно с греческими повстанцами блокировал крепость Мистра и лишил осажденный турецкий гарнизон доступа к воде. После 9 дней блокады турки капитулировали. Барков и русская часть десанта рассчитывали сохранить им жизнь, но восставшие греки и арнауты были настолько разъярены против турок, что растерзали всех пленных. Это деяние серьёзно осложнило положение русских на всём полуострове и стало причиной неудачи десанта. Многие слабые турецкие гарнизоны в Морее, уже готовые сдаться, предпочли сражаться до конца, а не капитулировать, опасаясь быть растерзанными греческими повстанцами.
В течение трёх недель Барков укреплял крепость и массово вербовал добровольцев из местных жителей в свой отряд, достигший к концу марта 8000 человек. С этим отрядом Барков 26 марта выступил и овладел без боя городом Леонтари. Но в районе Триполицы в Аркадии совместный отряд из 600 русских и более 7 тысяч греческих повстанцев потерпел поражение и вынужден был отойти к Мистре.
Вскоре, после ухода русских войск, город был захвачен и разорён албанскими отрядами.

### Независимая Греция

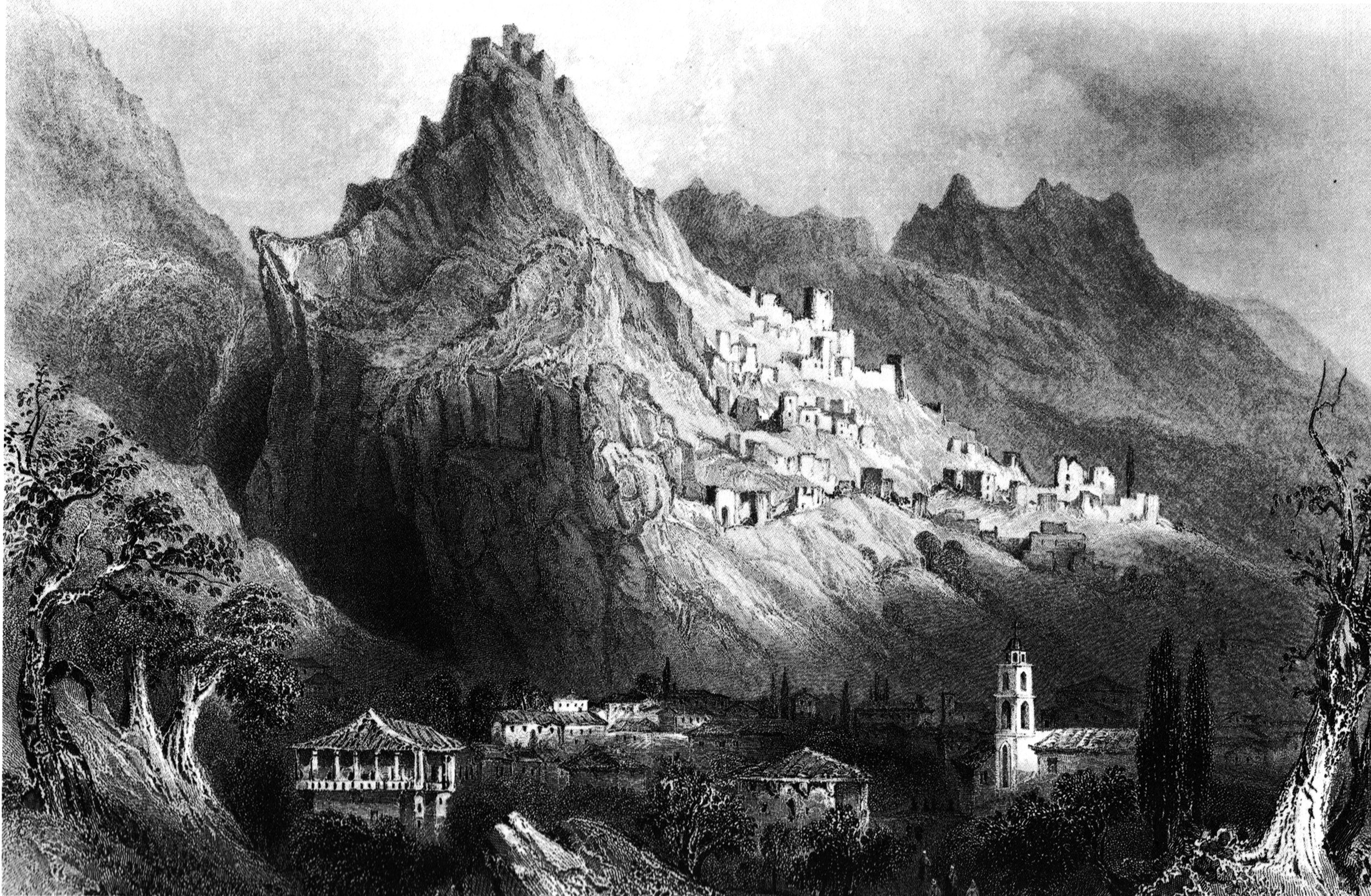
Развалины Мистры в 1850 году

В 1821 году на Пелопоннесе вспыхнуло восстание против турецкого владычества. Повстанцы освободили Пелопоннес, а также несколько островов Эгейского моря и часть континентальной Греции.
В помощь турецким властям Греции в Египте была снаряжена морская экспедиция под руководством Ибрагим-паши. Вскоре арабы смогли захватить большую часть полуострова, несмотря на это активное сопротивление против карательных войск не прекращалось. В 1825 году египетские войска захватили и разрушили город. В августе 1828 года в Морее высадился французский корпус и изгнал поредевшие войска Ибрагим-паши.
В 1830 году на лондонской конференции произошло признание независимости Греции. Главой нового правительства был избран Иоанн Каподистрия, бывший ранее министром иностранных дел Российской империи. 9 октября 1831 года Каподистрия был убит в новой столице Греции — Нафплионе. В 1832 году на Лондонской конференции союзных держав (Англия, Россия, Франция) Королём Греции был избран 17-летний баварский принц Оттон.
В 1834 году, после греческой войны за независимость, король Оттон издал указ, по которому небольшая деревня Спарта, располагавшаяся рядом с Мистрой, должна была стать полноценным городом. Со временем часть жителей Мистры покинули свои жилища и переселились в новые районы Спарты.

## Культура и искусство

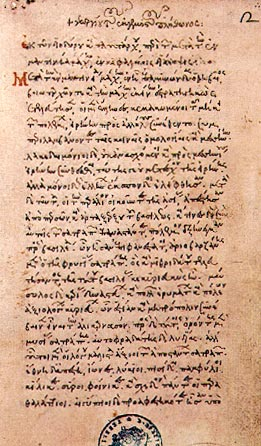
Одна из рукописей Плифона

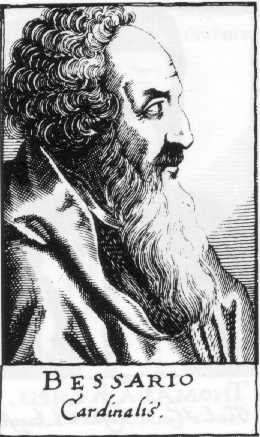
Виссарион Никейский

В связи с усилением внимания к городу со стороны императоров Византии, Мистра начинает привлекать ярчайших деятелей культуры и искусства того времени и в итоге становится «интеллектуальной» столицей поздней империи.
Город был местом где проходила жизнь и деятельность целой плеяды знаменитых византийских историков и писателей — Иоанна Кантакузина (будущего императора Иоанна VI), Георгия Сфрандзи, Лаоника Халкокондила, известных деятелей Византии и итальянского Возрождения, таких как философ-неоплатоник Георгий Гемист Плифон, Виссарион Никейский и др.
Уже в конце XIII и в начале XIV в. два старейших монастыря — Митрополия и Бронтохион — располагали сравнительно крупными библиотеками, в комплектование которых много труда вложили просвещенный митрополит Никифор Мосхопул. Библиотеки эти были одновременно и скрипториями, в которых монахи переписывали рукописи.
В 1409 году для прочтения похвалы в честь Феодора I был выбран монах Исидор. Впоследствии, в 1437 году, он был возведён Константинопольским Патриархом Иосифом II в сан митрополита Киевского и всея Руси.
После турецкого нашествия многие философы, писатели, учёные бежали на Корфу, в Венецию, Италию, Францию.
J. Longnon. La renaissance de ľhellénisme dans le despotat de Morée. Journal des savants, 1954, juillet-septembre, p. 133:

«Если литературные шедевры античной Эллады, вызвали на Западе возрождение человеческой мысли, если они сделали во Франции XVI век более греческим, чем латинским, то этим в значительной степени обязаны интеллектуальной экспансии Мистры»
Крепость Мистры стала прообразом замка Фауста в знаменитой трагедии Гёте.
Была долина столько лет покинута
Меж Спартой с юга и Тайгетом с севера,
Откуда ручейком Эврот спускается
И, в камышах разлившись, лебедей ютит,
Что там обосновалось племя смелое,
Горсть северян, страны полночной выходцы.
Построив замок, в нем они запрятались
И правят краем всем из этой крепостиГёте. «Фауст». 2-я часть, 3-й акт

Памятник Константину XI в современной Мистре

## Наши дни
Название «Мистра» в наши дни носит небольшой посёлок у подножия холма.
«Старая» Мистра представляет собой музей под открытым небом и является объектом всемирного наследия. Находится под охраной ЮНЕСКО.
29 мая здесь ежегодно проходит Палеологский фестиваль, при входе которого проводится торжественная панихида по последнему византийскому императору Константину XI.

## География
Мистра расположена на склонах гор Тайгет. Археологический памятник возвышается над современной деревней Мистра и городом Спарта. Зелень, окружающая этот район, состоит в основном из сосен и кипарисов. В этом регионе есть несколько небольших рек и озёр.

## Сообщество Мистрас
Сообщество Мистрас (Κοινότητα Μυστρά) создано в 1912 году (ΦΕΚ 261Α). В сообщество входит 5 населённых пунктов. Население 832 человек по переписи 2011 года. Площадь 21,341 квадратных километров.
| Населённый пункт | Население (2011), человек |
| ---------------- | ------------------------- |
| Влахохорион      | 0                         |
| Мистрас          | 448                       |
| Палеолойон       | 308                       |
| Пикульяника      | 59                        |
| Таийети          | 17                        |

## Население
| Год  | Население, человек |
| ---- | ------------------ |
| 1991 | 499                |
| 2001 | 499                |
| 2011 | ↘ 448              |

## Основные достопримечательности

### Митрополия

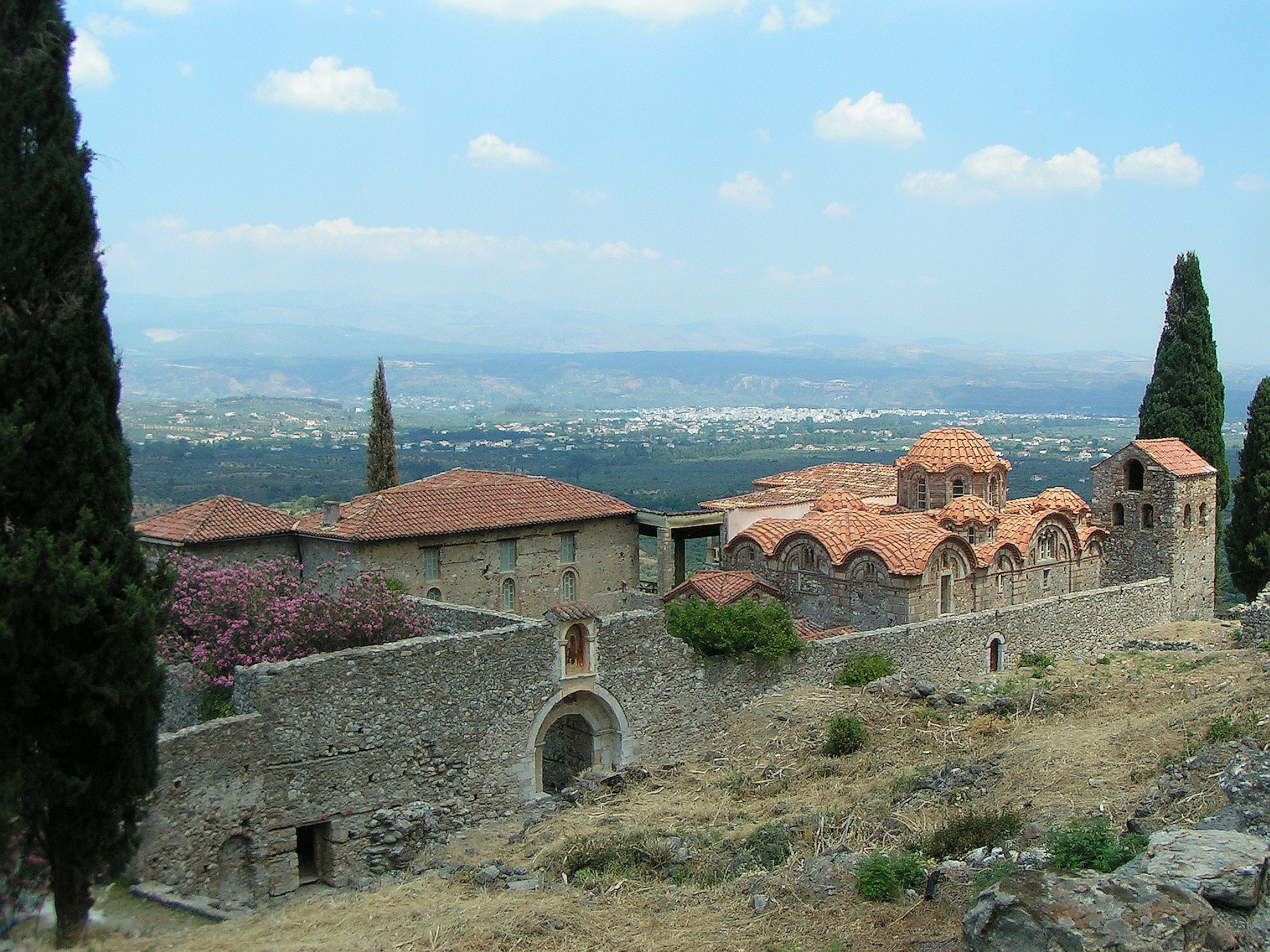
Митрополия

Один из старейших монастырей Мистры, посвящённый Святому Димитрию. Был построен после 1264 года, предположительно при митрополите Евгении. На протяжении всей истории города являлся его религиозным центром. В монастыре находилась сравнительно крупная библиотека.
6 января 1449 года здесь состоялась коронация последнего византийского императора Константина XI.
На территории Митрополии в наши дни расположен музей Мистры. Экспозиция составлена в основном из предметов, обнаруженных в ходе раскопок. Среди экспонатов можно увидеть фрагменты шёлкового платья, найденного при раскопках могилы византийской принцессы.

### Бронтохион

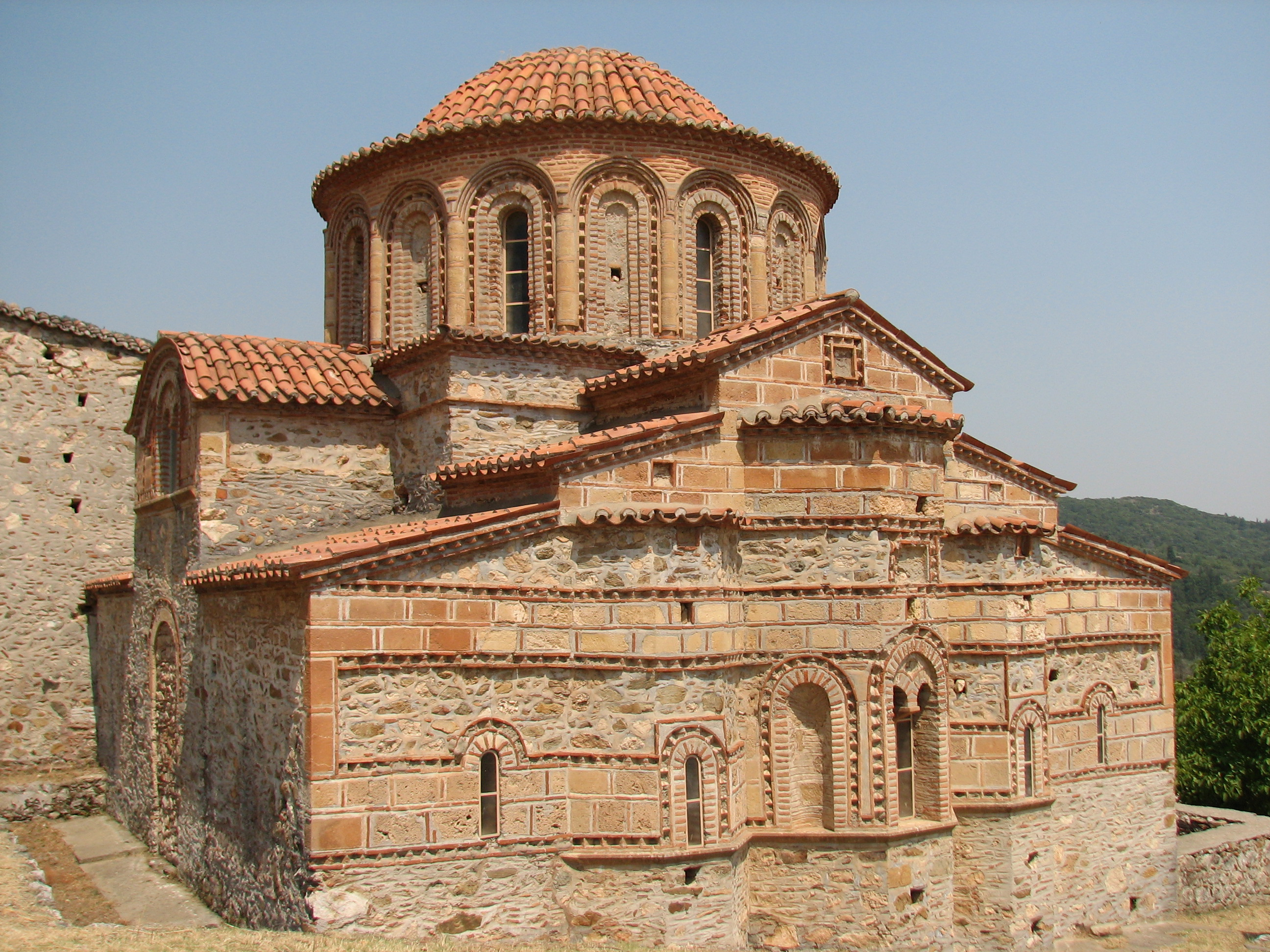
Церковь Святых Феодоров

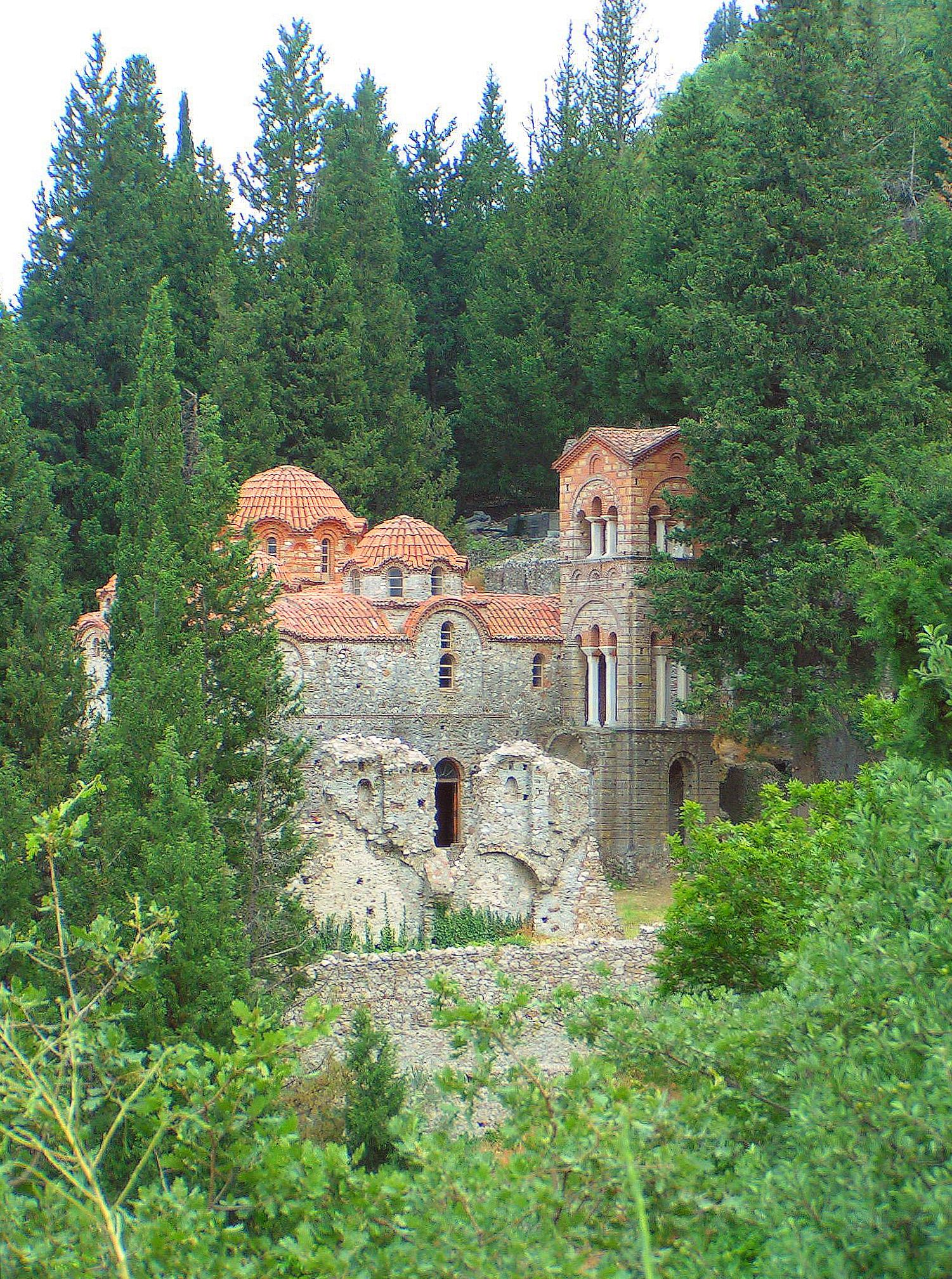
Одигитрия

Наряду с Митрополией — один из древнейших монастырей на территории города. Подчинялся непосредственно Константинопольскому Патриарху. Пользовался особым расположением правителей и являлся местом их захоронения. Подобно Митрополии, имел обширную библиотеку. Бронтохион был наделён широкими привилегиями. Кроме этого монастырю были предоставлены значительные налоговые послабления. Императорская грамота (хрисовул) Андроника II Палеолога от 1312—1313 гг. освобождает монастырь от вмешательства должностных лиц, стоящих во главе управления Пелопоннесом в настоящее время, а также управляющих отдельными областями Пелопоннеса. Монастырю принадлежало множество земель по всему Пелопоннесу.
От комплекса зданий, образующих монастырь, на сегодняшний день остались две церкви: Святых Феодоров и Одигитрия (также называемая Афендико́), руины и фрагменты стен.
Церковь Святых Феодоров посвящена святым Феодорам — Тирону и Стратилату. Впервые упоминается в рукописи 1296 года.
Вторая церковь Бронтохиона — Одигитрия построена, как считают исследователи, около 1311 года. Одигитрия славится своими фресками, созданными в период с 1312 по 1322 год, которые являются шедеврами византийской живописи.

### Дворец Деспотов

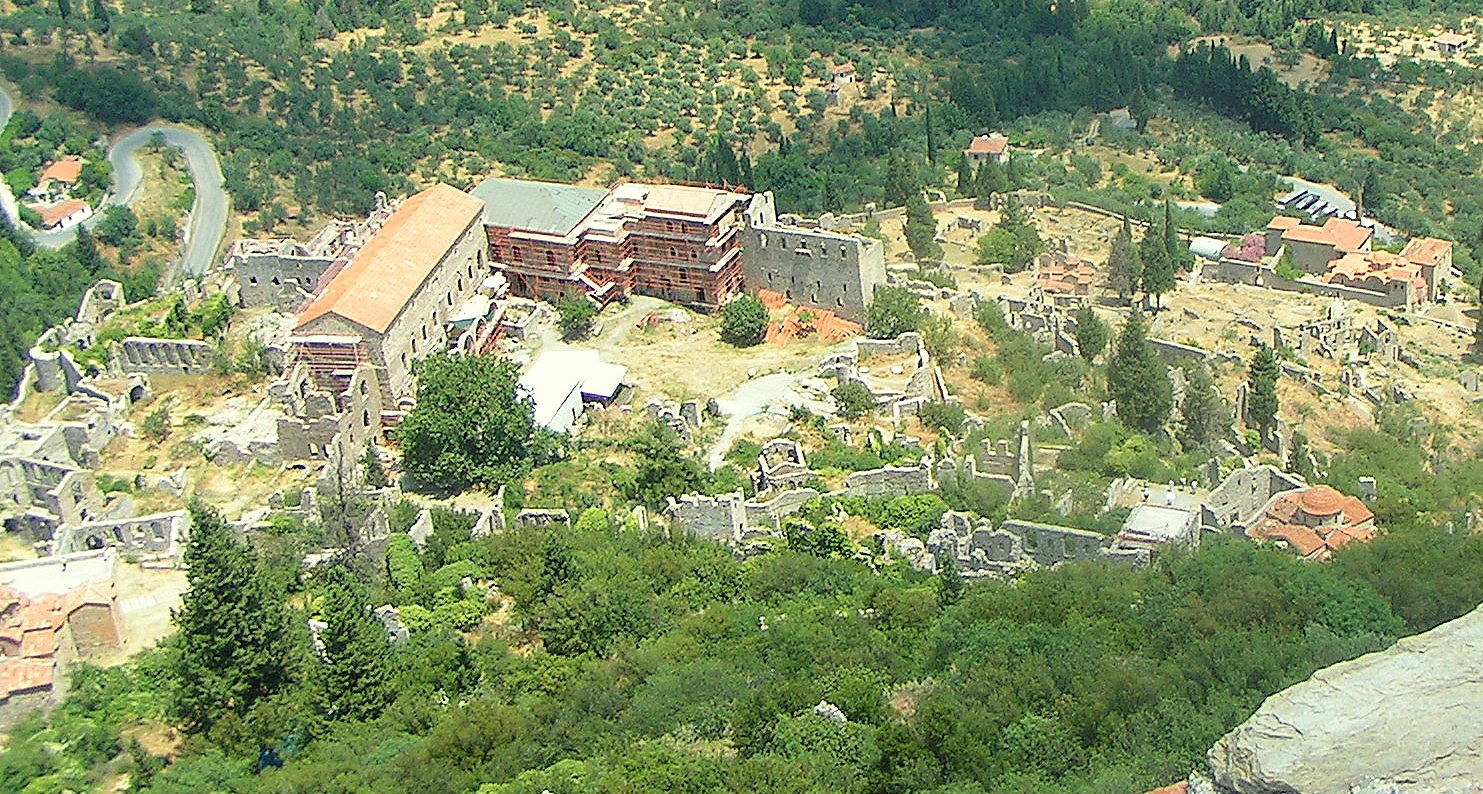
Дворец

Г — образный ансамбль дворца, расположен на ровной террасе и состоит из двух крыльев. С северо-востока и юго-запада окружал единственную площадь города.
Правое крыло, состоящее из четырёх смежных зданий, служило дворцом для Кантакузинов, причём первое из этих зданий восходит даже к Виллардуэнам. Нижний этаж его использовался при Кантакузинах в качестве зала для приёмов, обедов и вообще собраний. С северо-западной частью этого же здания связана квадратная в плане четырёхэтажная башня, нижний ярус которой, перекрытый сводом, служил прихожей вышеупомянутому залу. К этому же времени относится находящееся на расстоянии нескольких метров к западу от первого здания менее высокое, образующее выступ двумя сторонами здание. Его нижний этаж использовался в качестве кухни, верхний же, по-видимому, как жилище для прислуги, с которым кухня соединялась узкой внутренней лестницей.
Семьи деспотов располагались в последнем, четвёртом здании правого крыла, построенном во второй половине XIV века. Здание делилось на три больших помещения, сообщающихся при помощи дверных проемов. Одна из комнат второго этажа, стены которой испещрены нишами со следами фресок с изображениями святых, по-видимому, была молельной.
В дополнение к правому крылу уже в XV веке. Палеологами было выстроено монументальное левое крыло дворца. Весь второй этаж этого здания, занят огромным тронным залом площадью 380 м², одним из самых крупных византийских залов.

### Пантанасса

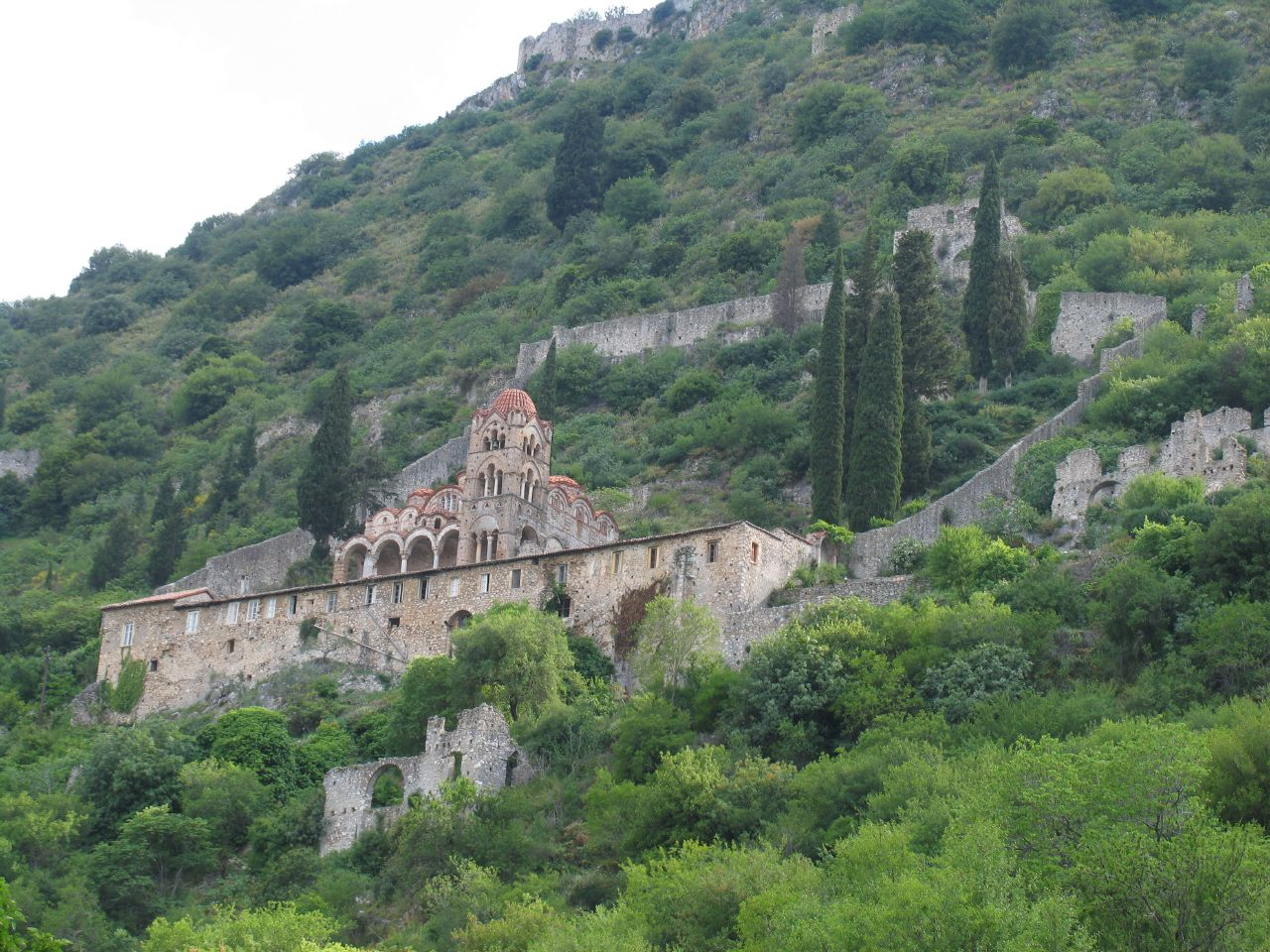
Монастырь Пантанасса

Монастырь Пантанасса расположен на крутом склоне с восточной стороны холма. На сегодняшний день это наиболее сохранившееся строение и единственный действующий монастырь на территории Мистры. Здесь проживают около тридцати монахинь.
Построен в 1428 году на средства протостратора Иоанна Франгопулоса, чей дом находится неподалёку. Это последнее крупное строение, возведённое в Мистре.
Пантанасса является прекрасным примером смешения архитектурных и культурных традиций, существовавших в Греции во время строительства: местной, константинопольской, франкской, а также исламской.

Внутреннее убранство Пантанассы
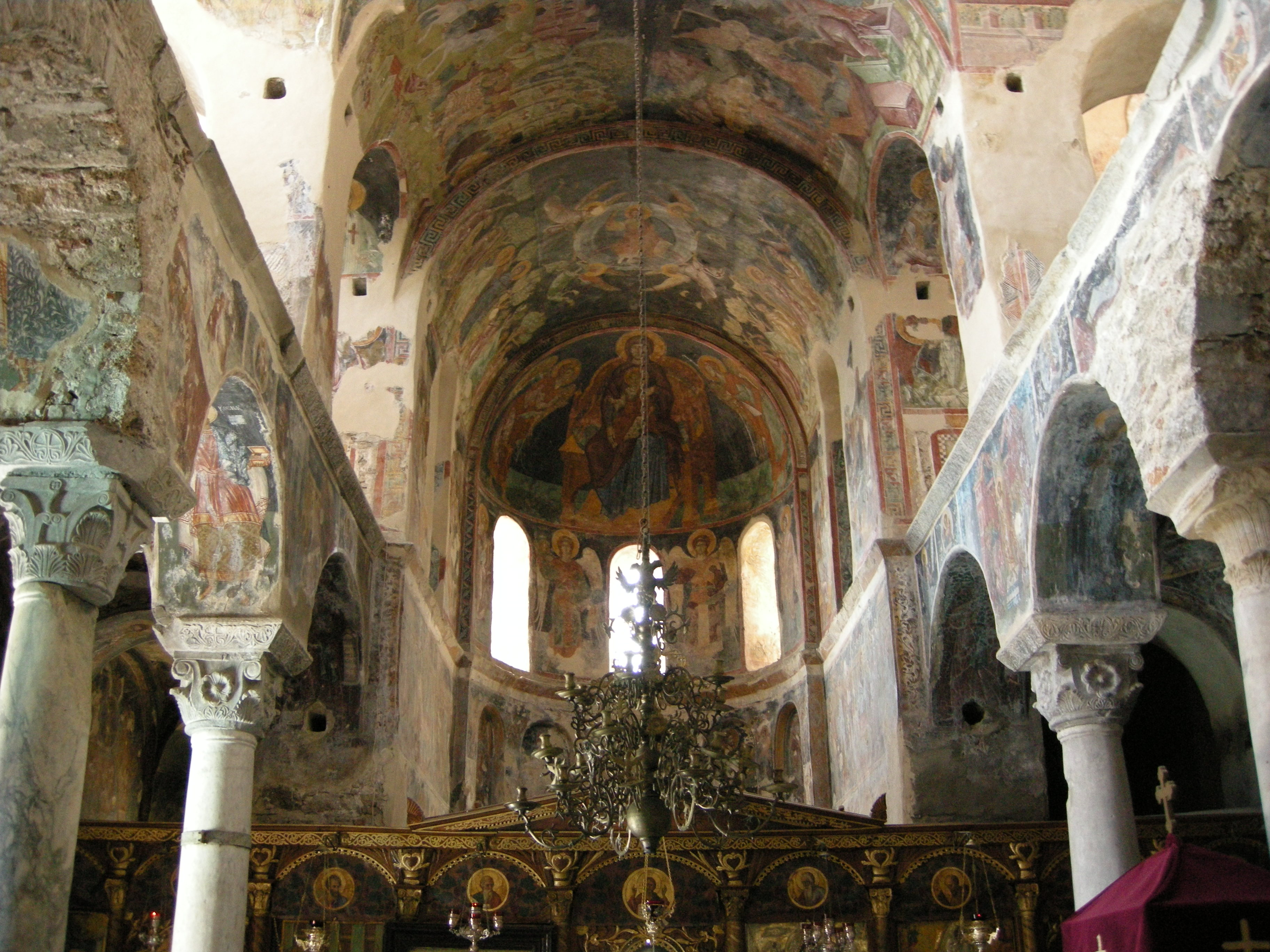
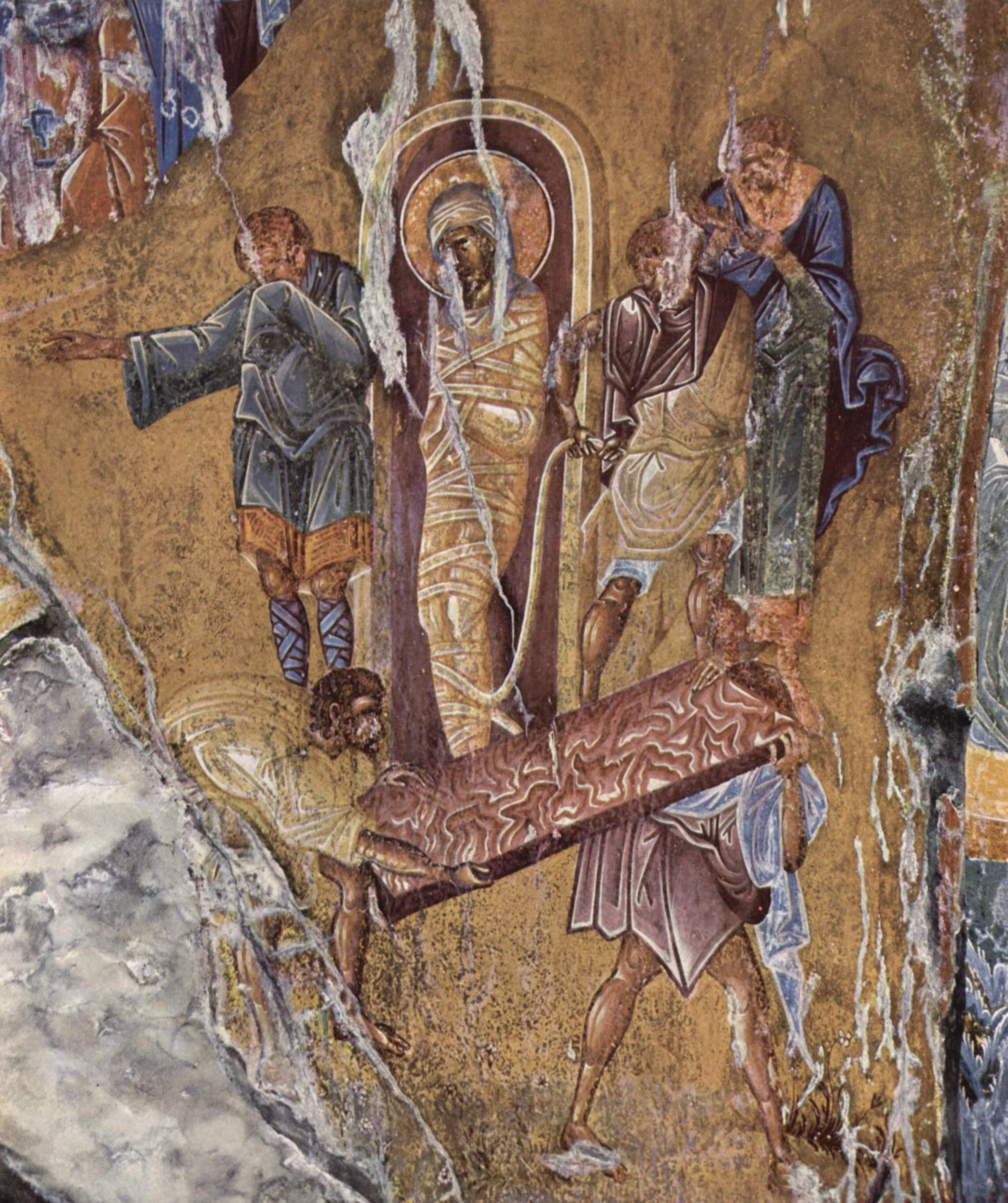
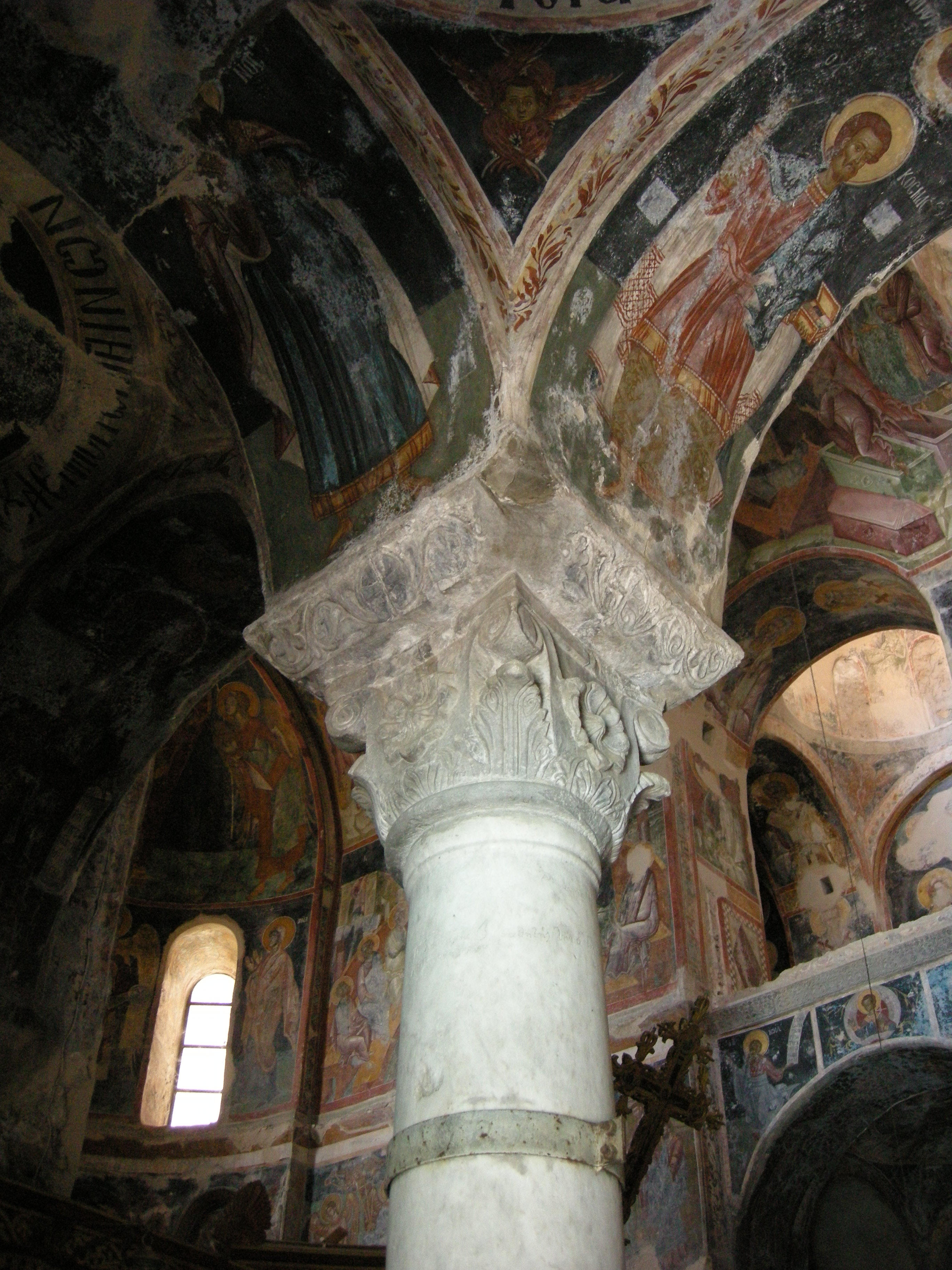
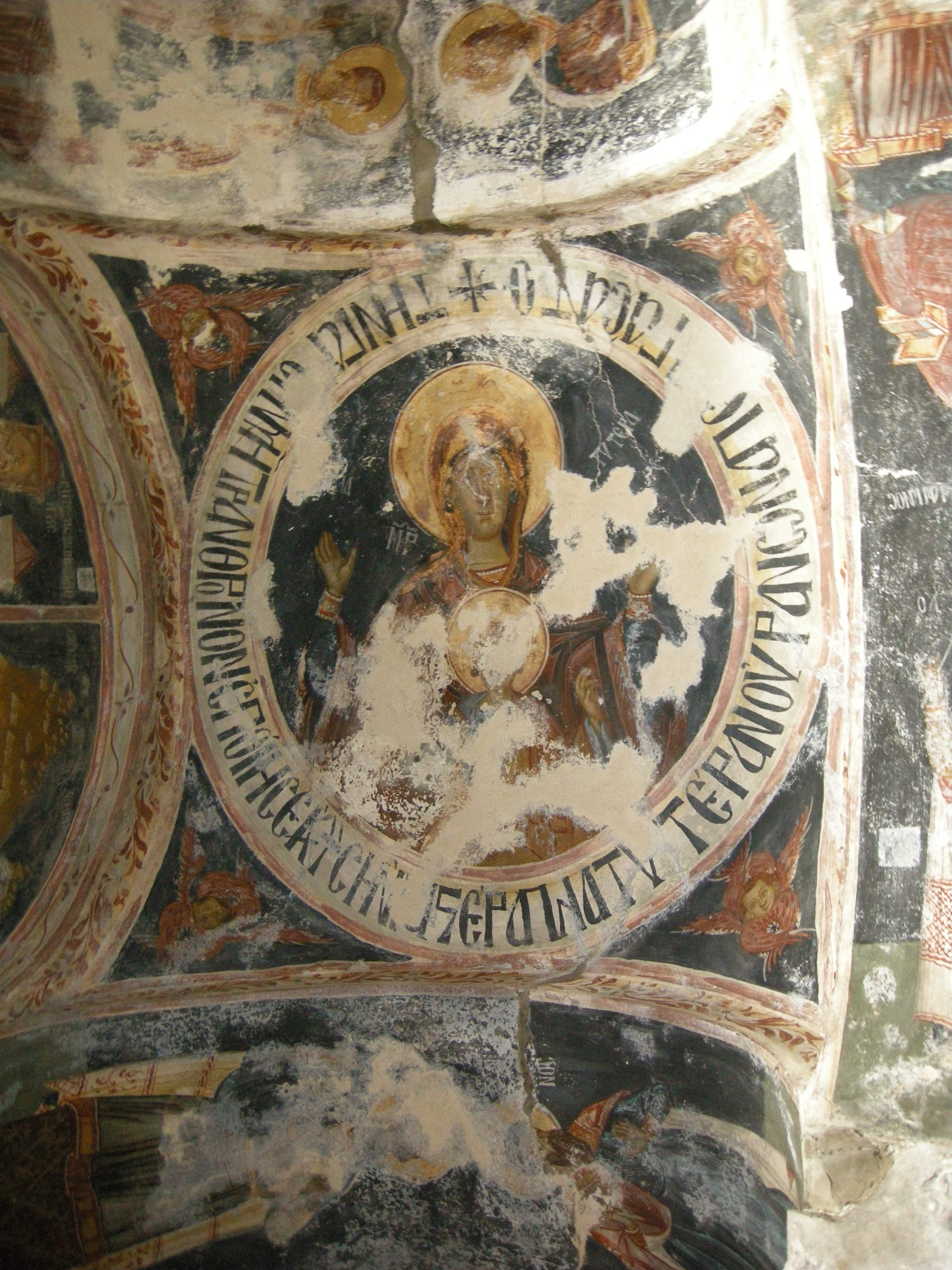
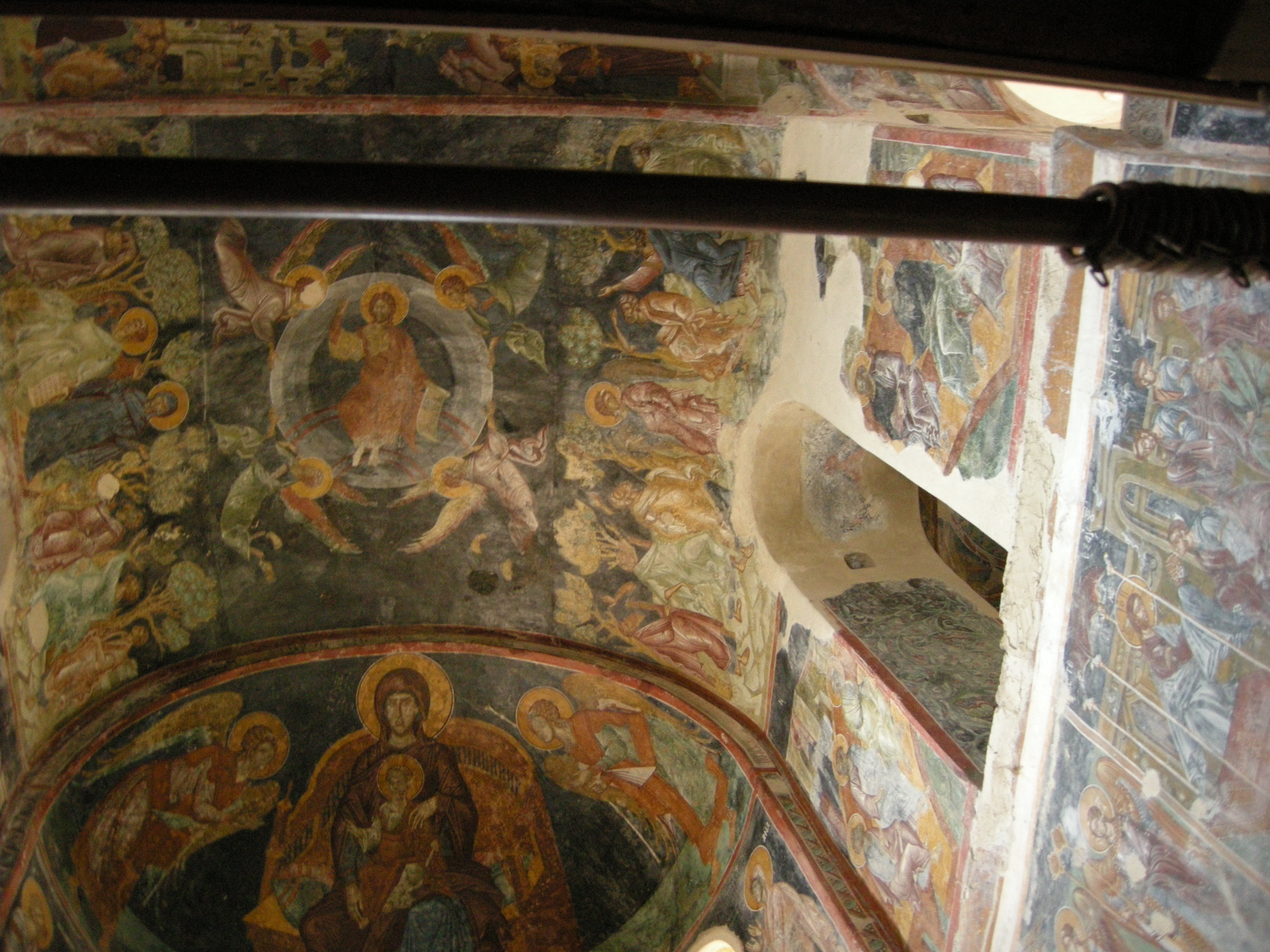

### Перивлепта

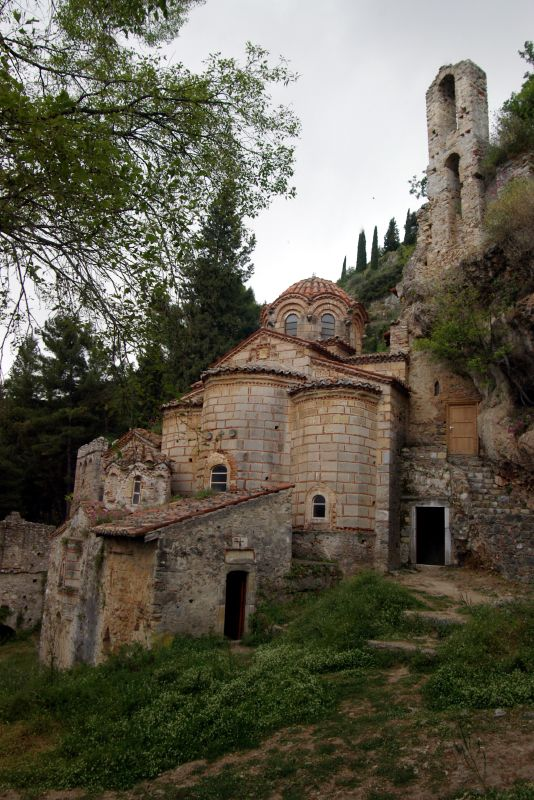
Перивлепта

Перивлепта — небольшой монастырь, расположенный в юго-восточном углу внешней стены города на крутой скале. Построен в конце XIV века. Информации о его создателях практически не сохранилось. Над входом сохранилась надпись: «Лев Мавропопас».
В Перивлепте сохранился обширнейший цикл фресок, который насчитывает 25 композиций. Этот богатейший биографический цикл из жизни Богородицы является уникальным в истории всей монументальной живописи

### Евангелистрия

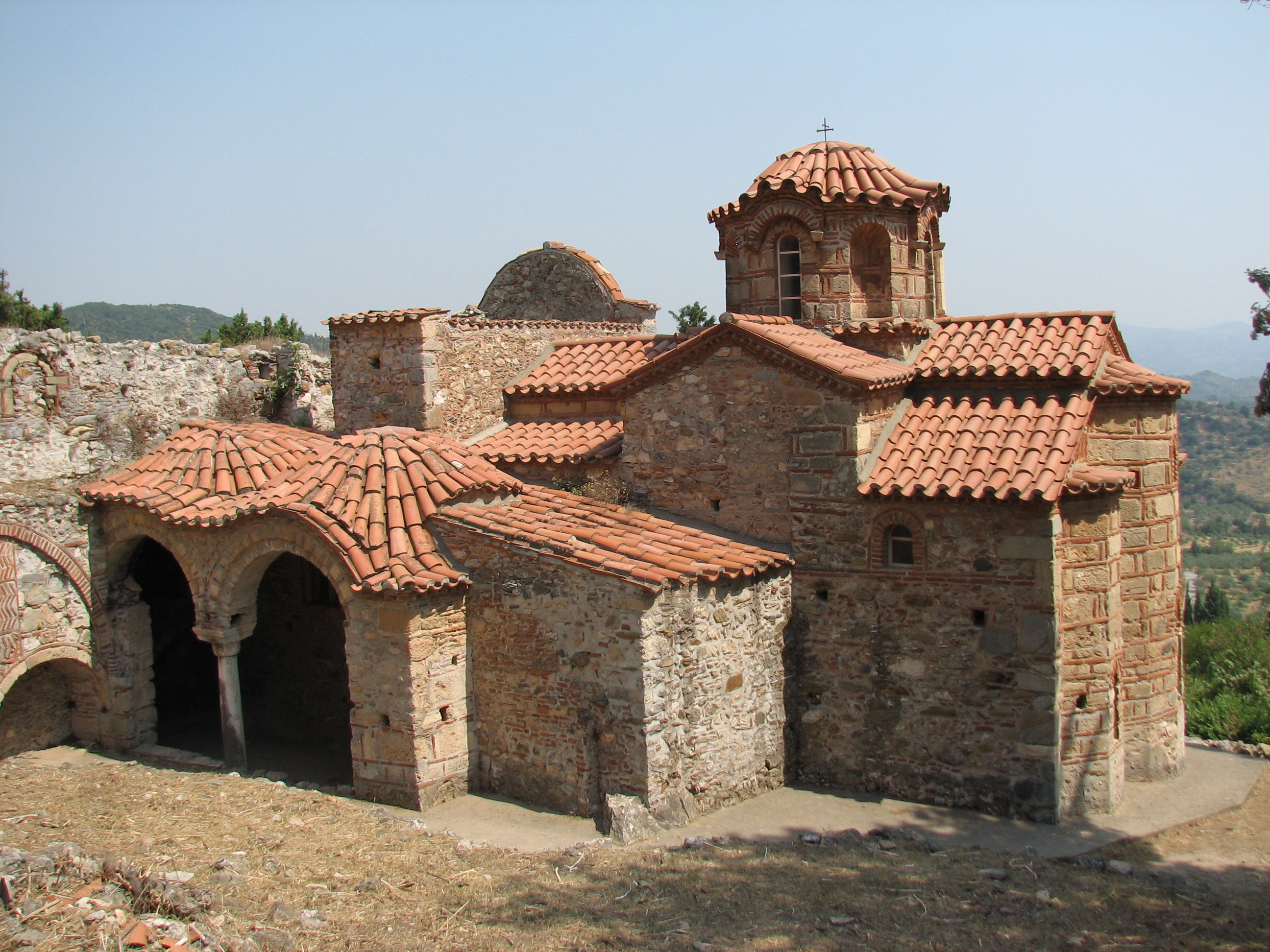
Евангелистрия

Крестовокупольная кладбищенская церковь. Единственная церковь Мистры о которой не сохранилось упоминаний в письменных источниках. На основе архитектурных особенностей её сооружение датируется концом XIV — началом XV века.

### Церковь Святой Софии

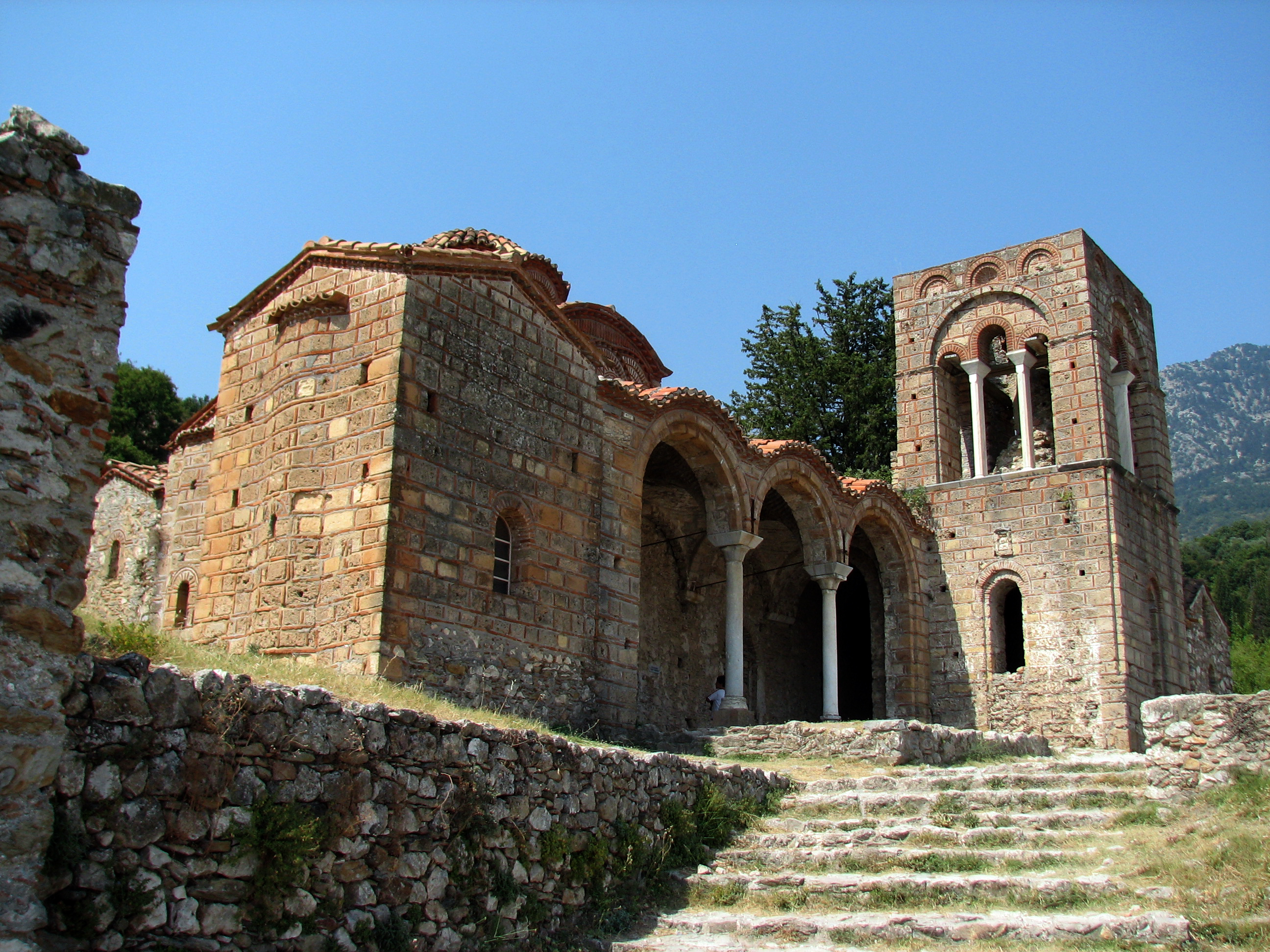
Церковь Святой Софии

Церковь Святой Софии (греч. Αγία Σοφία) возведена предположительно между 1351 и 1365 годами Мануилом Кантакузином у входа в «верхний город». Указом патриарха в 1365 году храм был преобразован в кафоликон.
Во время турецкого правления использовался как мечеть. Колокольня, которая изначально имела три этажа, выполняла роль минарета. До начала реставрации в 1938 году, церковь находилась в запущенном состоянии.
Святая София была местом захоронения двух членов царской семьи: жены Константина Палеолога Феодоры Токко, умершей в 1429 г., и жены Феодора Палеолога Клеопы Малатесты, умершей в 1433 г.. Их могилы не найдены и, вероятно, лежат где-то за пределами здания.

## План Мистры
|  | 1. Главный вход 2. Митрополия 3. Евангелистрия 4. Церковь Св. Феодоров 5. Афендико (Одигитрия) 6. Монемвасийские ворота 7. Церковь Св. Николая 8. Дворец Палеологов 9. Нафплионские ворота 10. Верхний вход в цитадель 11. Церковь Св. Софии 12. Малый дворец 13. Цитадель 14. Mavroporta 15. Монастырь Пантанасса 16. Таксиарха 17. Дом Франгопулоса 18. Перивлепта 19. Церковь Св. Георгия 20. Krevata House 21. Мармара (Вход) 22. Aï-Yannakids 23. Дом Ласкарисов 24. Церковь Св. Христофора 25. Руины 26. Церковь Кириакии Никомидийской |